# Cerkiew św. Jana Chrzciciela w Gwardiejsku
Cerkiew pod wezwaniem św. Jana Chrzciciela – prawosławna cerkiew parafialna w Gwardiejsku, w dekanacie wschodnim eparchii czerniachowskiej Rosyjskiego Kościoła Prawosławnego.

## Położenie
Cerkiew znajduje się przy Zaułku Centralnym.

## Historia
Dawny kościół luterański, zbudowany w 1694 r. z kamienia, w miejsce drewnianego (z 1502 r.). W 1764 r. świątynię powiększono poprzez rozbudowę nawy od strony wschodniej. W 1797 r. obiekt został odrestaurowany. Na wyposażeniu kościoła były dwa dzwony (z 1684 i 1840 r.). W 1870 r. zainstalowano organy.
Podczas II wojny światowej kościół nie doznał uszkodzeń. Po wojnie został zamknięty dla celów kultowych; budynek wykorzystywano jako magazyn, w zakrystii otwarto sklep. Do końca lat 80. XX w. obiekt uległ znacznej dewastacji.
W 1989 r. kościół przekazano prawosławnym. Konsekracji świątyni – pod wezwaniem św. Jana Chrzciciela – dokonał 15 kwietnia 1991 r. metropolita smoleński i kaliningradzki Cyryl.
Decyzją władz obwodu królewieckiego z 23 marca 2007 r. cerkiew zyskała status zabytku kulturowego o znaczeniu regionalnym.

## Architektura
Budowla murowana, otynkowana, o powierzchni 32,8 × 11,7 m. Wieża o wysokości 30 m, zwieńczona ośmiobocznym dachem w kształcie piramidy. Po stronie północnej znajduje się zakrystia.